# Veto
Veto  — датская рок-группа из Орхуса, исполняющая инди-рок. Основана в 2004 году.
Первым творением группы можно считать мини-альбом I Will Not Listen. После этого группа в 2005 году выпустила свой полнометражный альбом под названием There’s A Beat In All Machines. Позже группа засветилась на популярном в своей стране лейбле Tabu Records/Playground Music Denmark.
Февраль 2007 года ознаменовался для группы большим успехом, ведь она стала лучшей в номинации «Новый исполнитель» и «Лучший видеоклип» на Датской музыкальной премии.
Также песня группы «You Are A Knife» была использована в сериале «Морская полиция: Спецотдел».
Второй альбом Veto под названием Crushing Digits был выпущен 5 мая 2008 года. Третий альбом Everything is Amplified был выпущен 25 февраля 2011 года.

## Дискография
- I Will Not Listen EP (Tabu Records /Playground Music — 28 августа 2005)
- There’s a Beat in All Machines (Tabu Records /Playground Music — 27 февраля 2006)
- Crushing Digits (Reset08/Sony BMG — 5 мая 2008)
- Everything is Amplified (℗ 2011 RCA / Sony Music Entertainment Denmark A/S 25 февраля 2011)
- Sinus  (2012 / Sony music)
- Point Break (2013 / Sony music)
- 16 Colors (2018)

## Участники
- Troels Abrahamsen — вокал, синтезатор
- David Krogh Andersen — гитара
- Mark Lee — гитара, синтезатор
- Jens Skov Thomsen — бас-гитара, бэк-вокал
- Mads Hasager — ударные